# Jörg Albertz
Jörg Albertz (Mönchengladbach, 29 januari 1971) is een Duits voormalig voetballer die als middenvelder speelde.
Albertz brak vanaf 1990 door bij Fortuna Düsseldorf en is vooral bekend van zijn periodes bij Hamburger SV (1993-1996), waar hij aanvoerder werd, en het Schotse Rangers FC (1996-2001) waarmee hij onder meer drie Schotse landstitels won. Een terugkeer bij Hamburger SV was minder succesvol waarna Albertz in 2003 naar China ging. Met Shanghai Shenhua werd hij landskampioen, maar die titel werd later ingetrokken vanwege een omkoopschandaal. Albertz werd in 2003 uitgeroepen tot beste speler van de Chinese competitie. Albertz speelde in 2005 kort voor Greuther Fürth en sloot in 2007 zijn loopbaan af bij Fortuna Düsseldorf. In maart 2008 maakte hij een rentree bij het Schotse Clyde FC waarmee hij via de play-off degradatie uit de First Division voorkwam. Hierna stopte hij andermaal en begon met oud-voetballer Hans-Georg Dreßen een voetbalschool.
Tussen 1996 en 1998 kwam Albertz driemaal uit voor het Duits voetbalelftal. Hij huwde Mirjana Bogojevic (Miss Duitsland 2001, Miss Hamburg) met wie hij twee kinderen kreeg.

## Erelijst
Rangers FC
Scottish Premier League: 1996/97, 1998/99, 1999/2000
Scottish Cup: 1998/99, 1999/2000
Scottish League Cup: 1996/97, 1998/99
 Shanghai Shenhua
Jia-A League: 2003 (ingetrokken)
Individueel
Scottish Premier League Player of the Month: mei 2001
Jia-A League Speler van het Jaar: 2003